# Romulea tabularis
Romulea tabularis är en irisväxtart som beskrevs av Christian Friedrich Frederik Ecklon och Augusto Béguinot. Romulea tabularis ingår i släktet Romulea och familjen irisväxter. Inga underarter finns listade i Catalogue of Life.

## Bildgalleri

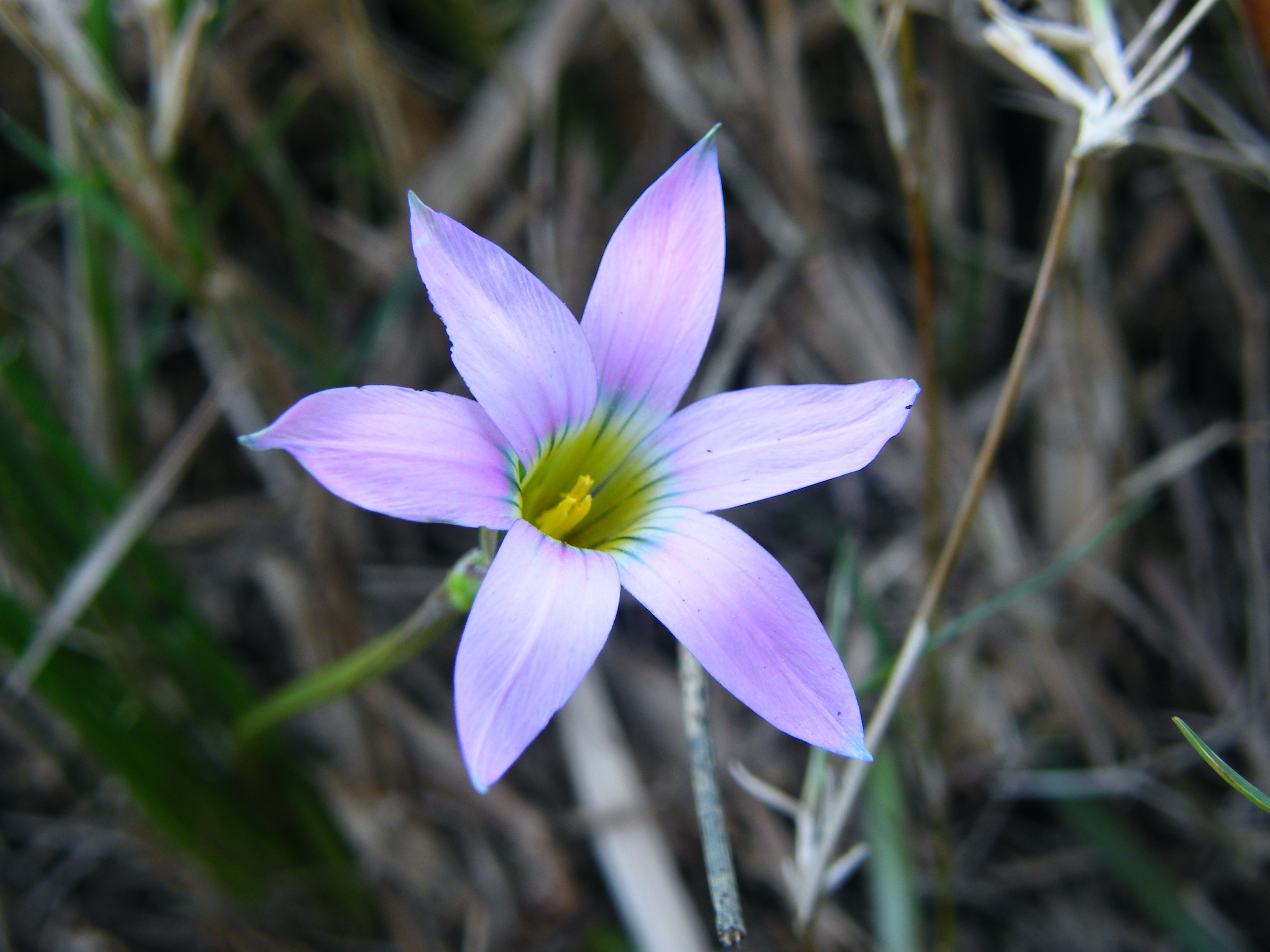